# Fast and Loose (film, 1954)
Pour les articles homonymes, voir Fast and Loose.
Pour plus de détails, voir Fiche technique et Distribution.
Fast and Loose est un film britannique réalisé par Gordon Parry, sorti en 1954.
Le film est l'adaptation de la pièce A Cuckoo in the Nest (en) de Ben Travers.
Il s'agit d'un remake du film A Cuckoo in the Nest (en) réalisé par Tom Walls en 1933.

## Fiche technique
- Titre : Fast and Loose
- Réalisation : Gordon Parry
- Scénario : A. R. Rawlinson (en) et Ben Travers d'après la pièce A Cuckoo in the Nest (en) de ce dernier
- Costumes : Joan Ellacott
- Photographie : Jack Asher
- Montage : Frederick Wilson
- Musique : Philip Green
- Pays de production : Royaume-Uni
- Format : Noir et blanc - 1,37:1
- Genre : comédie
- Durée : 75 minutes
- Date de sortie : 1954

## Distribution
- Stanley Holloway : Major George Crabb
- Kay Kendall : Carol Hankin
- Brian Reece (en) : Peter Wickham
- Joan Young : Mme Gullett
- Fabia Drake (en) : Mme Crabb
- June Thorburn (en) : Barbara Wickham
- Dora Bryan : Mary Rawlings
- Vida Hope (en) : Gladys
- Charles Victor (en) : Lumper
- Reginald Beckwith : Révérend Tripp-Johnson
- Alexander Gauge (en) : Hankin
- Aubrey Mather : Noony
- Toke Townley (en) : Alfred